# 日テレNEWS24
日テレNEWS24（にっテレニュースにじゅうよん）は、日本テレビ放送網が提供しているニュース専門放送局。2022年1月24日まではニュースサイトの名称としても使われていた。
1987年10月1日に日本テレビケーブルニュース（にほんテレビケーブルニュース）として開局。1997年12月1日にNNN24 NTV NONSTOP NEWS（エヌエヌエヌにじゅうよん エヌティーヴィー・ノンストップ・ニュース）へと変更した後、2005年より現在のチャンネル名で放送している。また、2021年4月1日以降はCS日本（CS日テレ）が番組供給（チャンネルの実運営）を担当している。
キャッチコピーは、「ニュースは"ライフライン" -安全・安心につながる報道を-」（2014年2月3日 - ）。

## 概要
日本テレビ放送網が、日本全国のNNN系列局や海外の拠点から収集したニュースを24時間放送している。前身の『日本テレビケーブルニュース』や『NNN24 NTV NONSTOP NEWS』を含めると日本のニュース専門チャンネルでは最も古く、1987年10月から35年以上にわたって情報を発信し続けている。
スカパー!（東経110度CS放送）・スカパー!プレミアムサービス・スカパー!プレミアムサービス光 や各地のケーブルテレビ、日テレ子会社のインターネット動画配信サービスhuluなどに加入すると視聴できる他、全国の系列局やBS日テレでも深夜帯にフィラーとして放送されている。2011年10月3日から2014年9月まではBSスカパー!にも一番組として30分間同時放送していた。
番組は基本的に、日本テレビタワー5階にある報道フロア内の専用ブースから、アナウンサー等が交代で出演して進行する。日テレ以外が管轄する地域（海外も含む）のニュースは原則として地上波で一度放送されたものを流しているが、緊急時は生放送で回線接続することがある。緊急地震速報が発表された際には最大震度予想や、揺れの広がりを予想するマップが自動挿入されるようになっている。こうした関係で、大きな地震など緊急のニュースが入った場合は日本テレビをはじめとする地上波が当チャンネルの映像をネット受けすることも多い。この場合当該地上波では、当チャンネルでの放送途中でも、本来放送するはずだった番組のCMタイミングで通常通りCMを放送することもある。
2007年7月には、谷村有美が作詞・作曲し、松浦亜弥が歌う『笑顔』がチャンネルのイメージソングとして使用された。この曲は、谷村が2006年12月24日放送の15時間特別番組『世相』のエンディングテーマ曲として書き下ろし、歌ったものである。
読売新聞（朝刊）の第2テレビ・ラジオ面には、日テレジータスや日テレプラス ドラマ・アニメ・音楽ライブと共に番組表が掲載されている（大阪本社はクォーターサイズ、それ以外は極小サイズで、大阪本社収録分については他地区よりも詳細な番組内容が記載されている）。
チャンネル名改称直後は赤背景に黄色の点が円状に並んでおり、その右上に2012年までの日本テレビのロゴを用いて「日テレNEWS24」（「日テレ」と「NEWS」の後ろでそれぞれ改行）というロゴが使われていた。ただし、スカパー!（プレミアムサービス・プレミアムサービス光含む）の受像機アイコンは、後期は白背景に赤文字で「日テレ（改行）NEWS」と表示されていた。その後日テレ（地上波）のロゴが2013年に、BS日テレのロゴが2014年にそれぞれ「（BS）Øテレ」に変更されたが、当チャンネルのロゴは変更されず、当チャンネルの「日テレ」のロゴは、2014年1月19日まで前代のものが引き続き使用された。なお、アイコンのロゴとステーションスポットでのロゴは、前代のものが2014年2月2日まで 使用された。その後、ニュースサイトとしての日テレNEWS24のロゴも地上波・BS日テレ・日テレプラス同様の「Øテレ」ロゴを用いて「ØテレNEWS24」（受像機アイコンなどでは左側に「Øテレ（改行）NEWS」、右側に大きく「24」と表記）に変更された。時間調整枠で流れる「スマホアプリ」の告知スポットの冒頭で流れるロゴは、2017年12月10日まで前代のロゴが引き続き使われていたが、翌11日よりアプリの刷新が行われ、現行ロゴに変更された。
なお、CS（ケーブルテレビ・ひかりTV向けを含む）と、2019年3月28日早朝まで存在したCS再送信ネットによる地上波フィラーで放送する場合は、原則としてL字型画面とし、左に当日の日付・時刻・天気予報、下にニュース のロールティッカーを常時表示するが、スポーツ中継（プロ野球、ACL、Bリーグ、ゴルフ他）の時は一時消去し、画面右上にロゴをチャンネルロゴ表示（透かしなし、生中継の場合はこの下に「LIVE」も）で挿入する。2020年4月以降は天気予報に加え、日テレ新型コロナ情報と日テレNEWS24公式サイトへ誘導するQRコードを掲載されている。なお、このL字は有事の際（地震や台風）の情報提供でL字を必要とする場合はそちらを優先し、時刻表示などを含めてすべて消去される。地上波では番組によってフォーマットが変わるが、当チャンネルはNNN標準のものを使用。L字型画面のフォーマットは2021年12月6日より3度目のマイナーチェンジを行った。
かつては、スマートフォン向けマルチメディア放送局のNOTTV で展開される『NOTTV NEWS』でも 24時間サイマル放送が行われ、後にチャンネル再編によって、2014年7月1日付の放送から「NOTTV4」として通年の放送に移行して、一部の時間帯での部分サイマル放送（SOLiVE24・TBSニュースバード（現・TBS NEWS）と交互）を行なっていた。

## 放送時間（タイムテーブル）
日テレNEWS24公式サイトの「週間番組表」を参照。
独自の番組や中継に関しては#主な番組一覧にて詳述。
また上記はあくまでCS放送でのものであり、インターネット配信の場合、権利関係の問題からインターネット配信不能である地上波サイマル番組（またはサイマルパート）及びスポーツ中継については、前番組もしくは後番組の拡大で対応。
2019年12月より、放送オープニングでの番組名表示・アナウンスが、2021年1月より、チャンネル名の読み上げが廃止され、「この時間の最新のニュースをお伝えします」と述べるのみとなっている。2023年11月現在は担当キャスターの氏名テロップも表示されなくなっている。（Oha!4 NEWS LIVEなどは例外)

## 沿革
- 1987年10月1日 - 『日本テレビケーブルニュース』（NTV Cable News、ncn）として放送を開始[2]。
- 1997年12月1日 - チャンネル名を『NNN24 NTV NONSTOP NEWS』に変更。同時にディレクTV（Ch.502）でも放送開始。
- 1998年 - パーフェクTV!（現・スカパー!プレミアムサービス）で放送開始（Ch.278、委託放送事業者はジャパンイメージコミュニケーションズ）。
- 2000年
  - 9月30日 - ディレクTVでの放送を終了。
  - 10月1日 - スカパー!（現・スカパー!プレミアムサービス）での放送チャンネルおよび委託放送事業者を変更（Ch.259、委託放送事業者は日本テレビ放送網）。
  - 12月1日 - この日11時に開局したBS日テレ（2K）で同時放送を開始[注釈 8]。
- 2001年3月31日 - スカパー!（現・スカパー!プレミアムサービス）での放送を終了。翌4月1日からケーブルテレビとBS日テレでしか視聴できない事態に陥る。
- 2002年3月1日 - プラット・ワン（現・スカパー!）で放送開始（Ch.CS350、委託放送事業者は系列会社のCS日本）。
- 2004年
  - 2月29日 - 放送機能を汐留の新社屋に移し、ハイビジョン制作率を大幅に拡大[注釈 9]。
  - 3月1日 - スカイパーフェクト・コミュニケーションズ（現・スカパーJSAT）がプラット・ワンを吸収合併したのに伴い、スカパー!での放送を再開（Ch.SD745）。
- 2005年12月1日 - チャンネル名を『日テレNEWS24』に変更。
- 2007年3月25日 - 能登半島地震発生に伴い日本テレビが当チャンネルを用いた特番に移行し、同時ネット局がそのままネットしたが、「いつみても波瀾万丈」枠を通常通り沖縄テレビ放送も同時ネットしたため、当チャンネル映像がNNN非加盟局の沖縄テレビに流れる事態が発生。
- 2008年11月1日 - スカパー!において『日テレG+』とのセット契約扱いを終了。スカパー!およびスカパー!e2での視聴料金（月額）を、630円から420円に値下げ。
- 2010年7月5日 - 地上アナログ放送のレターボックス放送化にあわせ、画面のレイアウトをL字型からレターボックス型に変更。
- 2011年10月3日 - 地上波放送の全番組をステレオ放送化するのに追随し、『Oha!4 NEWS LIVE』からステレオ放送を開始[注釈 10]。また、BSスカパー!での放送を開始。
- 2012年
  - 9月29日 - スカパー!プレミアムサービスにてCh.571の放送開始（標準画質、衛星一般放送事業者は、スカパー・ブロードキャスティング）。
  - 11月1日 - 4:00よりNOTTV NEWSでの同時放送を開始（2013年3月31日まで）。
  - 12月1日 - スカパー!プレミアムサービス標準画質（Ch.SD745）の放送事業者がスカパー・ブロードキャスティングに変更された。
- 2013年
  - 2月1日 - スカパー!（東経110度CS放送）の衛星基幹放送事業をCS日本からJ:COM系のSCサテライト放送[注釈 11] に移管し、チャンネル番号も変更（Ch.CS350（CS2）→CS349（CS1））。スカパー!上でキー局運営のCSチャンネルの放送を系列外の衛星基幹放送事業者に委託する事例は他に無い。
  - 6月30日 - スカパー!プレミアムサービス光にてCh.SD745の放送を終了。翌日より、Ch.SD571に移行。
  - 10月14日 - 4:00よりNOTTVでの同時放送を再開（2014年3月31日まで）。
- 2014年
  - 1月20日 - チャンネルロゴを変更。
  - 2月3日 - アイコンとステーションスポットでのロゴとキャッチコピーをそれぞれ変更。
  - 3月3日 - スカパー!・スカパー!プレミアムサービスの画角情報を4:3(1.33:1)から16:9(1.78:1)フルサイズのSD放送に変更した。
  - 4月1日 - J:COMでの配信を開始（旧・JCNエリアは同年6月1日から）。SD放送でCh.305。
  - 5月31日 - スカパー!プレミアムサービス（標準画質）にてCh.SD745の放送を終了し、Ch.571に完全移行した。
  - 7月1日 - NOTTVのチャンネル再編により、日テレNEWS24の同時配信を通年化して再開（SOLiVE24・TBSニュースバード（現・TBS NEWS）と交互）
  - 9月25日 - スカパー!プレミアムサービス・スカパー!プレミアムサービス光での放送をハイビジョン化。
- 2015年
  - 4月1日 - NOTTVの大規模改編の実施に伴い、配信を平日11:30-12:00の『NNNストレイトニュース』のみに縮小。
  - 同日 - ひかりTVへの配信を開始。
- 2016年
  - 6月30日 - NOTTVの閉局により、同日までにNOTTVへの配信を終了。
  - 9月30日 - J:COMでの放送をハイビジョン化。
  - 12月1日 - スカパー!プレミアムサービスの衛星一般放送事業者が、同プラットフォームの全テレビチャンネル一斉にスカパー・ブロードキャスティングからスカパー・エンターテイメントに変更。
- 2017年
  - 3月31日 - ひかりTVへの配信を一時中断。
  - 4月3日 - 4時の『Oha!4 NEWS LIVE』より大幅改編後のタイムテーブルで放送開始。一部番組を除き英字表記で統一。
  - 4月18日 - 14時より、自社HPおよびYahoo!ニュースでの無料ライブ配信を開始[4][5]。ただし、自局制作ではない『深層NEWS』（BS日テレ制作）・『NNNドキュメント』（NNN地上波各局制作）・『皇室日記』（日本テレビ制作）、自局制作であっても、『Oha!4 NEWS LIVE』の全編および『NNNストレイトニュース（平日版）』の前半といった、関東地上波（日本テレビ）でフィラー扱いとはなっていない地上波サイマル番組（もしくはパート）、およびスポーツ中継については同時生配信の対象外となるため、当該時間帯には別番組（主に前座番組であるニュース番組のリピート放送）を穴埋め配信する。この翌日から日本テレビ以外の地上波系列各局およびBS日テレ（2K）でのフィラー放送について、従前のCS再送信ネットからインターネット配信版の放送への切り替え措置が各局で順次とられた。またインターネット配信版でも流れている番組では原則としてスポーツニュースは放送されなくなった。
  - 12月11日 - スマートフォン向けアプリを「日テレニュース24アプリ」と変更し、同時にこれまで有料オプションだった会見ライブ配信等を完全無料化した[3]。
- 2018年
  - 1月31日 - プロ野球・千葉ロッテマリーンズ主催の公式戦全試合を放送することを発表[注釈 12][6][7]（パ・リーグ公式戦の独占放送は初）[注釈 13]。
  - 9月26日 - スカパー!Ch.349での放送をハイビジョン化。
- 2019年
  - 2月1日 - 読売新聞オンラインへのライブ配信を開始[8]。
  - 3月29日 - 先述した、日本テレビ以外の地上波系列各局およびBS日テレ（2K）でのフィラー放送について、この前日（28日）まで残存していた従前のCS再送信ネット局の一部もインターネット配信版の放送に完全移行した。これにより、29日からは関東地上波でフィラー扱いとはなっていない地上波サイマル番組（もしくはパート）を日本テレビ以外の地上波系列各局およびBS日テレ（2K。なお、4Kはこの時点では未開局）で通常の放送回線によるネット以外で放送することができなくなった。
  - 4月26日 - ひかりTVへの配信を再開。
  - 10月1日 - 日テレオンデマンドを吸収統合[9]。
- 2020年2月25日 - この日をもって日テレNEWS24アプリでの配信を終了。1月末より配信を開始した日テレTADA!（日テレ無料）アプリへ完全移行。
- 2021年
  - 4月1日 - 日本テレビグループのCSチャンネル運営一元化に伴い、番組供給（運営）事業者を日本テレビからCS日本に変更[10]。ただしスカパー!の衛星基幹放送事業者はSCサテライト放送のまま不変。
  - 4月5日 - 航空大手「ANAグループ」との協業を実施（同年6月まで）[11]。
  - 11月7日 - この日からテロップデザイン及びフォントを同年5月31日に刷新した『NNNストレイトニュース』と同様のフォーマットに統一した（この時点ではステーションスポットなど一部は従来のものを使用していた）。
  - 12月6日 - ステーションスポットなども『NNNストレイトニュース』と同様のフォーマットに統一した。イレギュラー編成で放送される『NNNニュース』を含め、一式のBGMは湖東ひとみ[12][13] が担当。
- 2022年
  - 1月25日 - ニュースサイトを「日テレNEWS」に改題・リニューアル。
  - 4月1日 - スカパー!（プレミアムサービス含む）において同日以降の新規契約より、日テレジータス・日テレプラス ドラマ・アニメ・音楽ライブとの3チャンネルセット契約に移行（税込み1100円）[14]。
  - 12月9日 - Rチャンネル（楽天グループ運営）への配信を開始[15]。
- 2023年
  - 3月27日 - この日から見出しテロップを除いたフォント、テロップデザインを『news every.』と同様のフォーマットに統一した（同日より『NNNストレイトニュース』も見出しテロップを除いて『news every.』と同様のフォーマットに変更）。
  - 10月10日 - ニュースサイトを「日テレNEWS NNN」に改題・リニューアル[16][17]。
- 2024年10月1日 - TVerへのライブ配信を開始[注釈 14][18][19]。

### 日本テレビケーブルニュース（ncn）時代
放送は10時から24時までで、内容の更新は1日に5回(10時・12時・15時・18時・21時)であった。また、日本テレビではおなじみの読売ジャイアンツ（巨人）戦の中継も行っていた。
1992年にSUPERBIRD（B号）が打ち上げられてからは、宇宙通信（SCC）が供給する『スカイポート通信サービス』のラインナップに組み込まれていた。
SCCのステーションIDは、当時の日テレ麹町本社内に設置されたアップリンク用アンテナをメインに、チャンネルロゴと「SCC-ncn こうじまち ちきゅう」と表示されるものだった。このID画像は、ニュース番組の終了時や中断明けにも使用されることがある。

### NNN24 NTV NONSTOP NEWS時代
「NNN」は日本テレビ系列のネットワーク「Nippon News Network」ではなく「NTV Nonstop News」の頭文字をとったものであり、キャスターは番組開始時または終了時に「ご覧のチャンネルはNNN24、NTV NONSTOP NEWS（エヌエヌエヌにじゅうよん、エヌティーヴィー・ノンストップニュース）です」とアナウンスしていた。
1999年頃に20分番組の『スーパーモーニングライブ』がスタートし、一部時間帯の編成が変わった。また、番組名の読み上げが始まるようになり、やがて番組名の最後に「24」を付けることが多くなった。
ロゴは「NNN24」というもので、24の上側に3行で「NTV NONSTOP NEWS」と表記してあるものであった（赤字の「N」、オレンジの「N」、黄色の「N」、灰色または黒の「24」）。
巨人戦の中継は2001年度で終了となり、翌2002年4月1日に開局の日テレジータス（G+ SPORTS & NEWS） に引き継がれた（これ以降、全編完全中継となる）。

## 主な番組一覧
各番組の放送時間は、公式サイト内の「週間番組表」を参照のこと。
- 「☆」 - BS日テレでも同時放送（一部の日時のみを含む）
- 「※」 - BSスカパー!でも同時放送（同上、2014年9月終了）
- 「★」 - 一部を地上波でもサイマル放送（フィラー扱いを含む）

### 当チャンネル制作
2019年12月以後もテーブル上は下記のタイトルを使用しているが、「Oha!4」などを除き、具体的なゾーン番組名のアナウンスはしなくなり、冒頭にニュースのラインナップを4項目伝えた後、「この時間の最新のニュースをお伝えします。」と述べて番組が始まる。
- Pre-dawn Update ☆★
  - 地上波でもフィラーとして放送されている。2015年3月までは『さきがけ ニュース&スポーツ』、2015年4月から2017年3月までは『さきがけニュース』。
- Oha!4 NEWS LIVE ★
  - 地上波でも全編または一部分を同時ネット（2019年3月までは5:20までの第1部を一部BS日テレ・およびCS配信を利用した地上波のネット局にも配信していたが、2019年4月以後は第1部の4時台はBS・地上波はネット配信と同じ「Pre-Dawn-」を配信し事実上日テレの首都圏向けローカルのみとなったが、日テレからの地上波同時ネットを受けた一部の局に限り第1部5時台と第2部をネットしている）。
  - 2021年4月現在、地上波で全編同時ネットを行っているのは、日本テレビと静岡第一テレビ、くまもと県民テレビのみとなっている。
- Early Morning News ネット配信版のみ☆
- Wake-Up News
  - 現在放送している日テレNEWS24の番組では、唯一、1回15分の番組となっている。
- Market News
  - 旧まーけっとNavi&ニュース。平日のみの放送で、休日はMorning Newsを放送。
- Morning News
- Lunch Update
  - 旧ストレイトニュース+。2017年9月までは平日も放送し、中京テレビ『キャッチ!ブランチ』・読売テレビ・テレビ岩手・ミヤギテレビ・福島中央テレビ制作のローカルニュース（中京テレビ分以外は主に『NNNストレイトニュース』のローカル枠）も放送していた。2017年10月からはAfternoon News同様土日祝のみ放送していたが、the SOCIALの放送終了により、平日の放送を再開。
- Afternoon News
- Late Afternoon NEWS
- Evening News
  - 平日のLate Afternoon NEWS及びEvening Newsはマーケット情報及び国会リポートも内包。
- Daily Planet
- アプレジェンヌ ～日テレ大劇場へようこそ～ 
  - 2021年12月11日より放送（土曜20:00 - ）。タカラジェンヌのその後に迫るトーク番組。番組は月1回制作され、次回新作まで毎週再放送される[25]。
  - 2023年1月28日放送分より、CS放送のみの放映に変更され、ネット配信では当該時間帯は引き続きEvening Newsを放送[26]。同時にHuluでもオリジナル編集版を初回放送日の21時より配信開始[27]。更にフルサイズで配信していた日テレNEWS公式YouTubeではダイジェスト版に変更。

ニュース企画（2022年4月現在）
- 週刊地震ニュース - 毎週月曜夜に放送
- 皇室日記@日テレNEWS24 - 月1回・日曜午前に放送（地上波「皇室日記」の放送前週）
- 中国探究 - 月1回・火曜夜に放送
- NewSpace 宇宙新時代 - 不定期放送（キャスターは榎本麗美）
- NEWS 1（イチ）から解説 - 不定期放送
- 命を守る天災学 - 不定期放送
- 藤田大介アナの日テレ鉄道NEWS - 不定期放送

### 日本テレビ系列局制作
他局よりも遅れての放送。
- 深層NEWS（日本テレビ制作によりBS日テレで放送、2013年10月1日ネット受け開始・BS日テレより2時間遅れ）
- 皇室日記（日本テレビ制作）★
- NNNドキュメント（NNN各局制作）★

そのほか、台風や地震などの重大なニュースが発生した時は『news every.』など地上波の報道番組やNNNおよび系列局制作の報道特別番組を同時放送する場合がある。この場合CMはIDアニメーション、またはお天気カメラ映像に「引き続き、（番組名）をお送りします。」のテロップを付加したもの、またはオリジナルでBREAKING NEWSをCM枠いっぱい差し替えを行う。一方、地上波で行う場合はそのままサイマルする場合と、映像のみを流用して音声のみ独自に差し替えることがある。
逆に地上波でバラエティやワイドショーを放送している場合、系列局において「日テレNEWS24 速報」をそのまま同時放送することがある。
J-ALERT発出時は原則的に日本テレビ＋NNN、BS日テレ、日テレNEWS24が同じ画面を利用して日本テレビ地上波主導の報道特番へ切り替える。ただし、日テレNEWS24ではチャンネル専用の速報表示とテロップを表示させ、地上波の音声に適宜音声を差し替え、地上波キャスターの音声は載せないようにする。BS日テレは基本的に日テレNEWS24のサイマル放送だが、途中で放送を飛び降りる。

### 選挙特別番組
「NNN24」に改題して以降は、一部の年を除き、日本テレビならびにNNN各局との共同制作扱いで選挙特別番組を編成している。
2003年の衆議院議員総選挙以降は地上波で放送の『NNN選挙開票特別番組 ゲキセン!』を同時放送していた。
2007年の参議院議員通常選挙では特別番組が『ZERO×選挙』へと変わった。これ以降は後述するように19:58 - 翌朝4:30まで長時間編成を行うが、20時の出口投票や番組の一部 を『ZERO×選挙』→『zero選挙』と同時ネットする。また、2:00以降は日本テレビをはじめ、日本テレビ系列局でも選挙情報のフォローでネットする局がある。2時以降はキャスターが出ることはなく、基本的にBGMに載せながら各選挙区の情勢を流し続ける。なお、日テレNEWS24独自パートであっても、使用するテロップは『zero選挙』と共通である。
- 2007年参院選：『2007 Breaking The 参院選』 ★
- 2009年衆院選：『2009 Breaking The 衆院選』 ★
- 2010年参院選：『ZERO×選挙』→『Oha!選挙 NEWS LIVE（おはせん）』 ★
- 2012年衆院選・2013年参院選：『全部見せます!開票速報24』 ★
- 2014年衆院選：『深層NEWS×日テレNEWS24 衆院選スペシャル』（BS日テレ制作）→『日テレNEWS24 全部見せます! 衆院選スペシャル』 ★
- 2016年参院選：『日テレNEWS24×参院選SP』 ★
- 2017年衆院選：『日テレNEWS24 衆院選'17 この国のかたち』 ★
- 2019年参院選：『日テレNEWS24×参議院選挙2019』 ★
- 2021年衆院選：『日テレNEWS24 衆議院選挙2021』 ★
- 2022年参院選：『日テレNEWS24 参議院選挙2022』 ★

### 報道以外の番組
- MARINES BASEBALL・千葉ロッテマリーンズ主催全試合完全生中継（2018年シーズンより）
  - 編成上の都合で一部の試合は録画中継となる場合がある。また、同球団のスーパーマリンフェスタ（ファン感謝デー）や新入団選手発表会などの関連番組も本チャンネルにて放送する場合がある[注釈 20][29][30]。

以下のスポーツ中継は原則として日テレジータスにて放送を行うが、編成上の都合により、同チャンネルでの生中継が出来ない場合は本チャンネルに迂回した上で放送を行う場合がある。
- AFCチャンピオンズリーグ中継（2016-17年大会より）
- Bリーグ中継（2016-17シーズンより）
- 関東学生陸上競技対校選手権大会[31]
- MotoGP[32]
- ゴルフ中継[注釈 21]
- プロ野球・イースタン・リーグ中継[23][24]
- パンコンチネンタルカーリングチャンピオンシップ[35]
- 日本スケートボード選手権大会[36]
- BMXフリースタイル JapanCup[37]
- X Games Chiba[38]
- 全日本中学野球選手権大会 ジャイアンツカップ[39]
- 全⽇本BMXフリースタイル選⼿権⼤会[40]
- 全国高等学校サッカー選手権地区大会[注釈 22][41]
- 東京マラソン[注釈 23][42]

### 終了した番組
- ニュース朝いち430 ★
- さきどり!Navi ★
- ミート・ザ・プレス ★
- NNN24ふるさとニュース ★
- NNN24スーパースポーツ24
- NNN24ナイトリーニュース24
- NNN24午後いちジャーナル24
- ゲキセン!（衆議院・参議院議員選挙開票特別番組） ★
- デイリープラネット金曜発言中
- ウォッチ・ザ・にっぽん列島 ★
- ミッドナイトジャーナル ★
- イブニングニュース
- アフタヌーンジャーナル
- ニュース15min.
- Rookie presents Weekly News24
- スーパーモーニングライブ ★
- モーニングライブ
- スポ天ワイド
- 報道特捜プロジェクト
- およよん NEWS&TALK
- 闘論〜TALK BATTLE〜
- NBCナイトリーニュース（NBC制作）
- タイムライン
- さきがけニュース
- 朝いちニュース
- ニュース30
- ストレイトニュース+（平日） / 午後いちニュース（土曜・日曜）
- ニュース30+〜政治&マーケット解説〜
- 新着!エクスプレス30+〜政治&マーケット解説〜
- 日テレNEWS24 DATELINE（日曜・月曜）
- NNNストレイトニュース平日版 ★
  - 地上波でもサイマルネット（日本テレビ以外の地上波のネット局は11:38.50もしくは11:42.15で飛び降り）。日本テレビ制作の週末版はネットしていない。
  - BS日テレ制作
- よい国のニュース（同時ネット）
- ニッポンの大疑問α（遅れネット）
- the SOCIAL（2017年10月2日 - 2020年12月25日、平日）
- 日本テレビ制作
  - あさ天5（1998年4月 - 12月頃）
  - からだ元気科
  - 日テレNEWS24爆論
  - NNNニュースD→NNN News D平日版（当初は日本テレビ制作だったが、2006年8月に平日版のみ当チャンネルに制作局移管。週末版はネットせず）
  - ○曜ナイター→劇空間プロ野球（トップ&リレーナイター）
- 読売テレビ制作
  - ミヤネ屋ニュース - 同局制作・日本テレビ系列地上波で放送されている『情報ライブ ミヤネ屋』の「ミヤネ屋ニュース」のコーナーのみ、そのコーナーの途中まで、本局では番組名改題の上、同時部分ネット。2014年1月6日 - 2017年3月31日の間、放送していた。

## 出演者

### ニュースキャスター
| 氏名                 | 就任時期    | 所属                          | 前職             |
| -------------------- | ----------- | ----------------------------- | ---------------- |
| 榎本麗美             | 2013年06月  | ノースプロダクション          | 西日本放送       |
| 大重麻衣             | 2021年04月  | 無所属→F.D.K.（2022年1月 - ） | 広島ホームテレビ |
| トーマス サリー（2） | 2021年010月 | ノースプロダクション          | テレビ神奈川     |
| 名切万里菜（2）      | 2021年010月 | シグマ・セブン                | 福島テレビ       |
| 橋口秀一             | 2022年03月  | ニチエンプロダクション        | 鹿児島讀賣テレビ |
| 戸田山貴美           | 2022年04月  | セント・フォース              | 長野放送         |
| 小野寺結衣           | 2022年05月  | セント・フォース              |                  |
| 半澤実穂             | 2023年010月 | ホリプロ                      | NHK仙台放送局    |
| 小松正英             | 2025年03月  | ボイスワークス                | 群馬テレビ       |
| 前原竜二             | 2025年04月  | ニチエンプロダクション        | 鹿児島テレビ     |
| 刈川くるみ           | 2025年04月  | セント・フォース              |                  |

#### 過去に出演したニュースキャスター
- 地上波サイマル番組にのみ出演した者は記載しておらず、地上波非サイマル番組にも出演歴がある者であっても、在任期間には地上波サイマル番組にのみ出演した期間を算入していない。

| 氏名                 | 在任期間    | 在任期間    | 所属（当時）                     | 前職                   |
| 氏名                 | 就任        | 退任        | 所属（当時）                     | 前職                   |
| -------------------- | ----------- | ----------- | -------------------------------- | ---------------------- |
| 青柳嘉代             | 2010年04月  | 2010年09月  |                                  | 東日本放送             |
| 生駒夕紀子           | 2007年10月  | 2009年03月  |                                  | 東北放送               |
| 内田敦子             | 2012年04月  | 2012年09月  | セント・フォース                 | 東日本放送             |
| 内田詠子             | 2001年10月  | 2005年03月  | NTB                              | 南日本放送             |
| 江崎友基子           | 2001年10月  | 2005年03月  |                                  |                        |
| 大滝奈穂             | 2005年04月  | 2010年03月  |                                  | 広島テレビ             |
| 大橋麻美子           | 2003年04月  | 2005年03月  | NTB                              | 中部日本放送           |
| 加藤亜希子           | 2005年04月  | 2013年05月  |                                  | 中京テレビ放送         |
| 駒村多恵             | ?           | ?           | 三桂                             |                        |
| 坂木萌子（1）        | 2010年09月  | 2011年03月  | ニチエンプロダクション           | さくらんぼテレビジョン |
| 武岡智子             | 2007年04月  | 2009年05月  | ライムライト                     | テレビ新潟             |
| 田村浩子             | 2001年10月  | 2005年03月  |                                  | 静岡放送               |
| 千葉めぐみ           | 2001年04月  | 2003年03月  | オールウェーブ・アソシエツ       | 北海道テレビ           |
| 中願寺香織           | ?           | ?           |                                  |                        |
| 中島静佳             | 2006年04月  | 2012年03月  | セント・フォース                 | 札幌テレビ             |
| 中田有紀             | 2001年10月  | 2002年03月  | セント・フォース                 | 青森放送               |
| 原元美紀（1）        | 2001年04月  | 2001年09月  |                                  | 中部日本放送           |
| 原元美紀（2）        | 2002年04月  | 2006年03月  |                                  | 中部日本放送           |
| 丸岡いずみ           | ?           | ?           | ホリプロ                         | 北海道文化放送         |
| 宮崎明日香           | 2002年01月  | 2007年03月  |                                  | 北海道放送             |
| 宮原亜友子           | 2001年10月  | 2007年03月  |                                  | 名古屋テレビ           |
| 本村由紀子           | ?           | ?           | ソニー・ミュージックアーティスツ |                        |
| 吉田理恵             | 2012年10月  | 2015年01月  | シー・フォルダ                   | 北海道テレビ           |
| 坂木萌子（2）        | 2011年10月  | 2016年12月  | ニチエンプロダクション           | さくらんぼテレビジョン |
| 塚田文               | 2009年06月  | 2017年03月  | 松竹芸能                         | 山口放送               |
| 舟橋明恵             | 2005年04月  | 2017年03月  |                                  | 四国放送               |
| 菊地舞美             | 2015年02月  | 2017年11月  |                                  | 東北放送               |
| 翁長舞               | 2017年04月  | 2018年03月  | ボイスワークス                   | テレビ神奈川           |
| 名切万里菜（1）      | 2017年04月  | 2019年09月  | ライムライト                     | 福島テレビ             |
| 神谷文乃             | 2018年04月  | 2020年07月  | ホリプロ                         | 岡山放送               |
| 若林理紗             | 2016年04月  | 2020年07月  | セント・フォース                 | 山陰中央テレビ         |
| 土谷映未             | 2017年04月  | 2020年09月  | セント・フォース                 | 山梨放送               |
| トーマス サリー（1） | 2020年08月  | 2020年012月 | ノースプロダクション             | テレビ神奈川           |
| 川又智菜美           | 2020年010月 | 2021年03月  | セント・フォース                 | RSK山陽放送            |
| 寺田ちひろ           | 2020年08月  | 2022年02月  | セント・フォース                 |                        |
| 加田晶子             | 2016年04月  | 2022年03月  | オールウェーブ・アソシエツ       | 青森朝日放送           |
| 田中麻耶             | 2020年08月  | 2022年03月  | セント・フォース                 | 名古屋テレビ放送       |
| 鈴木理香子           | 2017年012月 | 2022年05月  | セント・フォース                 | 中京テレビ放送         |
| 中島彩               | 2022年03月  | 2023年09月  | ニチエンプロダクション           | NHK宇都宮放送局        |
| 山田幸美             | 2015年02月  | 2024年03月  | ニチエンプロダクション           | 広島ホームテレビ       |
| 尾﨑大晟             | 2023年010月 | 2025年03月  | ニチエンプロダクション           | テレビ高知             |

### 気象キャスター
| 氏名       | 就任時期   | 所属                       |            |
| ---------- | ---------- | -------------------------- | ---------- |
| 藤森涼子   | 2002年04月 | 気象キャスターネットワーク | 気象予報士 |
| 岡田沙也加 | 2018年04月 | ウェザーマップ             | 気象予報士 |
| 澤井明子   | 2022年04月 | オフィス気象キャスター     | 気象予報士 |
| 敷波美保   | 2024年09月 | オフィス気象キャスター     | 気象予報士 |

#### 過去に出演した気象キャスター
| 氏名         | 在任期間    | 在任期間   | 所属（当時）                                |            |
| 氏名         | 就任        | 退任       | 所属（当時）                                |            |
| ------------ | ----------- | ---------- | ------------------------------------------- | ---------- |
| 伊藤みゆき   | 1998年      | 1999年     | 日本気象協会                                | 気象予報士 |
| 小越久美     | 2004年10月  | 2013年03月 | ライフビジネスウェザー                      | 気象予報士 |
| 尾崎里奈     | 2011年10月  | 2016年03月 |                                             | 気象予報士 |
| 寺田あかり   | ?           | 2011年03月 | ライフビジネスウェザー                      | 気象予報士 |
| 中島美年子   | 2001年10月  | 2006年03月 |                                             |            |
| 藤富郷       | 2002年04月  | 2009年03月 |                                             | 気象予報士 |
| 山本志織     | 2013年04月  | 2016年03月 | ライフビジネスウェザー                      | 気象予報士 |
| 國本未華     | 2016年04月  | 2018年03月 | ウェザーマップ                              | 気象予報士 |
| 美濃岡洋子   | 2013年04月  | 2022年03月 | ウェザーマップ                              | 気象予報士 |
| 奈良岡希実子 | 2016年04月  | 2022年09月 | セント・フォース 気象キャスターネットワーク | 気象予報士 |
| 服部由佳     | 2022年010月 | 2024年09月 | オフィス気象キャスター                      | 気象予報士 |

### スポーツキャスター
現在は配置なし。
- 相本幸子（2007年10月 - 2008年3月 / 元札幌テレビ）
- 石黒新平（2008年4月 - 2008年9月 / 元東北放送）
- 山田泰三（2008年4月 - 2008年9月 / 元名古屋テレビ）

## フィラーあるいは定時放送として放送されている放送局
前述の通り、日本テレビ系列の各局でも未明・早朝帯の放送休止時間を利用して当チャンネルの同時放送を行っている。ただし、あくまでもフィラー（空白となる時間の穴埋め）という扱いであるため、曜日や季節によって放送時間に違いが生じている。フィラーを行っている局は、当初は近畿地方以東に集中していた。日本テレビを除く各局は、当初『Oha!4 NEWS LIVE』（以下『Oha!4』）第1部も含め、何れもスカパー!向けのCS放送の再送信という形式で放送していた。
『Oha!4』について、日本テレビでは開始当初から全編、2011年4月1日に2部制に移行した後の第2部は同局以外の地上波でもレギュラー番組扱いとなっているため、通常の放送回線によるネットで必ず放送されている（一部の系列局を除く）。なお、日本テレビ以外の地上波系列局において、メンテナンス等により未明から早朝にかけての放送を休止する場合、第2部のみ通常通りネットするが、大規模修繕工事などにより長時間にわたる場合等はごくまれに第2部も休止とすることがある。
日本テレビ以外の系列局において、メンテナンス等により未明から早朝にかけての放送を休止する場合、地上波において『Oha!4』は、全編ローカルセールス枠のため、通常時のネット局であっても、上記メンテナンスでの休止以外に大雨・台風発生時に臨時で自社制作の報道特別番組に差し替えることがある（特に中京テレビ）。第1部4時台は正規には日本テレビと一部系列局のみのネット。
2011年10月3日午前4時（JST）までは、日本テレビと静岡第一テレビ以外の各局はモノラル音声で放送していた（『Oha!4』の第2部は、同年4月1日の放送開始時から全局でステレオ音声）。
なお、以下の表での「放送終了」は、放送日付上（実際の日付は前日）の深夜定時放送終了時を指す。また特番やスポーツ中継、臨時の速報ニュースなどで放送時間が延長された場合、翌日付早朝放送開始までの時間的余裕がない場合や、特に月曜未明（日曜深夜）に放送設備保守作業がある時は休止して、局によりカラーバーやお天気カメラ、環境映像などの別のフィラーを用意することがある。また月曜から金曜が同時間帯に放送される場合は（平日）としてまとめてある。
2017年4月19日から、日本テレビを除く地上波系列局ならびにBS日テレ（2K）において、従前のCS再送信ネットから（前日午後開始の）インターネット配信の同時放送への切り替えが徐々に進み、2019年3月29日をもってこの切り替えの完全移行が完了した。切り替えが完了した局ではティッカー表示やステーションスポットがなく、また平日早朝の『Oha!4・第1部4時台』や日曜朝の『NNNドキュメント』（再放送）が途中打ち切りとなっている（この切り替えにあたり、『Oha!4・第1部5時台』は切り替え完了局においても、日本テレビと同様となる、正規の番販ネットが可能になったが、正規の番販ネットに移行した局もあれば、番販ネットをすることなく『Oha!4・第1部』全体を途中打ち切りとした局もある）。また、ネット配信に切り替えられてから、原則スポーツニュース（プロ野球や大相撲の結果など）は放送されなくなった。
以下においては、日本テレビ以外の系列各局並びにBS日テレ（2K）でのネット配信版でのフィラー放送が完全移行済みであることから、日本テレビを含め、純粋なフィラー放送時間を記す。番組表の記載については、特記がない場合は『日テレNEWS24』と記載されている。
| 放送局                                             | 放送時間（JST） | 放送開始時期                                   | 備考 |                      |                      |
| キー局（関東地上波）                               | キー局（関東地上波） | キー局（関東地上波）                           | キー局（関東地上波） | キー局（関東地上波） | キー局（関東地上波） |
| -------------------------------------------------- | --- | ---------------------------------------------- | --- | -------------------- | -------------------- |
| 日本テレビ（関東広域圏）                           | - 原則として放送なし | 1998年 -                                       | - クロージングを放送した後、フィラーに入り、『Pre-Dawn Update』終了後は自局のスポットCMを放送している。 - 『Oha!4』の共同制作局（2019年以降）。 - 平日の『Oha!4』放送開始時間の4:30まで深夜番組が埋まったり（バラエティ番組・テレビショッピング等）、不定期に「ガイド」や宣伝5分ミニ枠等の挿入の為、2017年以降ではフィラーが殆ど行われなくなっている。フィラー放送がネット配信に切り替わった2019年以降は編成に空きがあった際や緊急時など不定期での放送となっている。 |                      |                      |
| 読売中京FSホールディングス傘下の地上波系列局       | |                                                | |                      |                      |
| 札幌テレビ（北海道）                               | - （月曜）放送終了 - 4:40（4:10のときもあり） - （火曜 - 金曜）放送終了 - 4:10（or 4:40） - （土曜）放送終了 - 4:17 - （日曜）放送終了 - 3:48 | 2000年2月 -                                    | - 番組表では『STV NEWS 24』と記載されている。 - メンテナンスによる休止は、地域により有無が異なる（道内全域または一部地域のみ）。 |                      |                      |
| 中京テレビ（中京広域圏（愛知県・岐阜県・三重県）） | - （月曜）放送終了 or 4:00 or 4:30 - 5:00 or 放送なし - （火曜 - 金曜）放送終了 - 5:00 - （土曜）放送終了 - 4:25 - （日曜）放送終了 - 4:45    | 1999年11月 -                                   | - 番組表では『NEWS24』と記載されている。 - 月曜未明のみ数週間から数ヶ月に一回程度、メンテナンスタイムに充てられる為フィラー放送が休止となり、極稀にフィラーの放送が無い場合もある（2016年6月迄は月曜未明はほぼ毎週放送休止となっていて、選挙等の時や日曜深夜に於ける放送終了時間が大幅に遅い場合、その他同局の編成上の都合で日曜深夜も終夜放送となった場合のみ月曜未明もフィラー放送していた）。又、月曜未明で放送休止となった場合、同局のカラーバーのテストパターンの放送を挟んでからメンテナンスが終わり次第フィラーに入る。2023年現在では、月曜未明で放送休止となった場合、フィラー放送開始1分前に自局のオープニングを放送する様になっている。 - 2007年末頃の土曜は番組が埋まってしまっていて、殆ど放送されなかった事がある。 |                      |                      |
| 読売テレビ（近畿広域圏）                           | - （月曜・火曜・木曜）放送終了 - 5:02 - （水曜・金曜）放送終了- 4:32 - （土曜）放送終了 - 4:25 - （日曜）放送終了 - 5:15                      | 1998年 -                                       | - 番組表では『NEWS24』と記載されている。 - 2011年9月までは毎週月曜未明は、メンテナンスが終了次第放送していたが、翌10月より、月曜未明も原則として終夜放送に切り替わった（不定期でメンテナンスを行う場合は休止する）。 - 月曜未明のみ、かつては新聞番組表では終夜放送の場合でも前日日曜日には記載されず、通常番組の放送終了をもって放送休止とされていた（EPGや公式サイトの番組表には記載）。 - 2011年10月 - 2019年9月の平日は、番組が埋まったりメンテナンスによる休止となったりする等、3時台や4時台からの放送となる日は稀であった。10月からは、4時台前半から放送することもあり、日曜未明は3時台前半から放送することも多い。 - ネット配信版への移行後、CS再送信時代に行われていた時刻表示が無くなったことから、自局にて時刻表示を行っている。 - 全曜日のフィラー終了時には、「番組の途中ですが、ご覧のチャンネルでの『NEWS24』の放送はここで終了させていただきます」とテロップで表示。終了後に自局のオープニング（コールサイン送出）を放送する。 - 2024年4月からは水曜未明の『火曜ナイトパーク』休止時は2時台から放送される場合がある。 |                      |                      |
| 福岡放送                                           | - （平日）放送終了 - 5:00 - （土曜）放送終了 - 4:25（or 3:55） - （日曜）放送終了 - 4:00                                                      | 1999年頃                                       | - 番組表では『NEWS24』と記載されている。 - 基本的に祝日の前日は放送機器メンテナンスのため放送休止。また不定期にメンテナンスやスポーツ中継などで、フィラーが4:00まで休止される日がある（主に月曜、2004年頃までは日曜深夜は完全に休止となっていた）。 |                      |                      |
| 上記以外の地上波系列局                             | |                                                | |                      |                      |
| 青森放送                                           | - （平日）放送終了 - 4:37（or 5:07） - （土曜）放送終了 - 4:22 - （日曜）放送終了 - 5:07（or 4:37）                                           | 2001年11月19日 -                               | - 番組表では『NEWS24』と記載されている。 |                      |                      |
| テレビ岩手                                         | - （平日）放送終了 - 4:14 - （土曜）放送終了 - 4:20 - （日曜）放送終了 - 4:39                                                                 | 1999年10月 -                                   | |                      |                      |
| ミヤギテレビ                                       | - （平日）放送終了 - 5:20 - （土曜）放送終了 - 4:23 - （日曜）放送終了 - 4:10                                                                 | 2004年3月 -                                    | |                      |                      |
| 秋田放送                                           | - （平日）放送終了 - 4:15 - （土曜）放送終了 - 4:24 - （日曜）放送終了 - 4:25                                                                 | 2006年4月1日 - 2010年6月30日 2012年7月24日 -   | - フィラーは2010年6月30日をもって一旦打ち切っていたが、2012年7月24日から再開した。 - ネット配信版への移行後、CS再送信時代に行われていた時刻表示が無くなったことから、自局にて時刻表示を行っている。 |                      |                      |
| 山形放送                                           | - （平日）放送終了 - 4:11 - （土曜）放送終了 - 4:31 - （日曜）放送終了 - 4:20 （原則として毎月最終日曜日のみ4:10で終了）                      | 2002年4月 - 2011年3月31日 2012年10月16日 -     | - 原則として毎月最終日曜は『あなたとYBC』（自己批評番組）を放送するため、4:10に飛び降りる。 - フィラーは東日本大震災の影響による節電対策のため2011年3月31日をもって一旦打ち切っていたが、2012年10月16日から再開した。 |                      |                      |
| 福島中央テレビ                                     | - （平日）5:00 - 5:20 - （土曜・日曜）放送なし                                                                                                | 2011年4月1日 -                                 | - スポーツ中継が5時台以前に入った場合は繰り上げスタートになる場合がある。 |                      |                      |
| 山梨放送                                           | - （平日）放送終了 - 4:20 - （土曜）放送終了 - 4:00（または4:30） - （日曜）放送終了 - 4:35（または4:30）                                     | 2000年10月2日 -                                | - 原則として2ヶ月に1回程度の日曜日は『あなたとYBS』（自己批評番組）を放送するため、5分早く飛び降りる。 |                      |                      |
| テレビ新潟                                         | - （平日）放送終了 - 4:30 - （土曜）放送終了 - 4:30 - （日曜）放送終了 - 4:10                                                                 | 2000年4月1日 -                                 | - 編成上では、「日テレNEWS24」放送終了時の1分前にはフィラー放送を終了し、局のオープニングを放送。 |                      |                      |
| テレビ信州（長野県）                               | - 放送なし | 2002年5月 -                                    | - 『ニュース朝いち430』や2部制移行前の『Oha!4』のCS再送信自体は行っていたものの、フィラーは通常実施していない。 |                      |                      |
| 静岡第一テレビ                                     | - （月曜 - 金曜）放送終了 - 4:00 - （土曜）放送終了 - 4:00 - （日曜）放送終了 - 4:00                                                          | 2001年4月 -                                    | - 番組表では『NEWS24』と記載されている（フィラーパートのみ）。 - 週末等は番組が埋まり、放送されない日がある。 - 2023年4月以降、月曜未明に不定期でメンテナンスの為、放送休止となる日がある（2023年3月以前は曜日不定で不定期に放送休止となっていた）。 |                      |                      |
| 北日本放送（富山県）                               | - （月曜 - 木曜）放送終了 - 4:14 - （金曜）放送終了 - 4:29 - （土曜）放送終了 - 4:44 - （日曜）放送終了 - 4:14                                | 2011年4月1日                                   | - 2024年4月29日より全ての曜日でフィラー放送を開始した。 - それ以前にも国政選挙投開票翌日や、2011年2月のニュージーランド地震および令和6年能登半島地震発生時（2024年1月5日 - 2月5日）には、臨時にフィラー（2部制移行前の『Oha!4』を含む）を放送。 |                      |                      |
| テレビ金沢（石川県）                               | - （平日）放送終了 - 4:19 - （土曜）放送終了 - 3:59 - （日曜）放送終了 - 4:09                                                                 | 2003年頃 -                                     | |                      |                      |
| 福井放送                                           | - （平日）放送終了 - 4:44（or 5:14） - （土曜）放送終了 - 4:23 - （日曜）放送終了 - 4:38                                                      | 2008年12月27日 -                               | - EPGおよび、公式サイトでは、フィラー開始から5分間は『日テレNEWS24夜』（フィラー開始5分後 - 4:30の間は、何も表示されずに空白となっている）、4:30以降が『日テレNEWS24朝』と記載されている。 - ただし、新聞や雑誌等の番組表では通常番組の放送終了（コールサイン送出）をもって放送休止とされ、フィラーの放送には触れられていない。 通販番組の埋まり具合により週によって変動する。 |                      |                      |
| 日本海テレビ（鳥取県・島根県）                     | - （平日）放送終了 - 4:25 - （土曜）放送終了 - 4:24 - （日曜）放送終了 - 4:35                                                                 | 2007年10月31日 -                               | - 新聞の番組表ではかつては記載自体がなかったが、現在は『NEWS24』と記載されている。 |                      |                      |
| 広島テレビ                                         | - （平日）放送終了 - 4:20（or 3:55） - （土曜）放送終了 - 4:25（or 3:55） - （日曜）放送終了 - 4:10                                           | 1999年5月10日 -                                | - 番組表では『NEWS24』と記載されている。 - 深夜番組が詰まっている場合、フィラーとしての放送を休止する場合がある。 |                      |                      |
| 山口放送                                           | - （平日）放送終了 - 5:00 - （土曜・日曜）放送終了 - 4:24                                                                                     | 2000年1月1日 -                                 | |                      |                      |
| 四国放送（徳島県）                                 | - （平日）放送終了 - 4:19 - （土曜）放送終了 - 4:28 - （日曜）放送終了 - 4:39                                                                 | 2000年4月10日 -                                | - 番組表では『NEWS24』と記載されている。 - EPGでは、かつてはフィラー開始5分後 - 4:30の間は、何も表示されずに空白となっており、この時間帯は、データ放送が使用できなくなっていた。 - 2016年4月より、月曜未明も終夜放送に切り替わった為、月曜未明もフィラー放送される様になった。 - 2024年7月現在、フィラー放送中にマルチ編成を実施。「ヒーリングミュージック」という番組を012チャンネルで放送。 |                      |                      |
| 西日本放送（香川県・岡山県）                       | - （平日）4:00 - 5:20 - （土曜・日曜）放送なし                                                                                                | 2019年3月29日 -                                | - 『Oha!4・第1部』のCS再送信自体は従前行っていたものの、フィラーは長らく行われていなかった。ネット配信版切り替え完了に伴い、フィラー放送を新規にレギュラー（定時放送）で開始した。 |                      |                      |
| 南海放送（愛媛県）                                 | - （平日）放送終了 - 4:00 - （土曜）放送終了 - 4:30 - （日曜）放送終了 - 5:10                                                                 | 1999年11月1日 -                                | - 番組が埋まった場合などで繰り下がった際は、フィラーの放送がない日がある。 |                      |                      |
| 高知放送                                           | - （平日）放送終了 - 4:10（or 4:40） - （土曜）放送終了 - 4:00（or 4:30） - （日曜）放送終了 - 4:05（or 4:35）                                | 不明                                           | - 平日は4:12 - 4:42、土曜は4:02 - 4:32、日曜は4:07 - 4:37に編成されている通販番組枠が埋まらなかった場合、平日は4:40まで、土曜は4:32まで、日曜は4:37まで、それぞれ放送される。 |                      |                      |
| 長崎国際テレビ                                     | - （平日）放送終了 - 4:00 - （土曜）放送終了 - 4:00（or 3:52） - （日曜）放送終了 - 4:00                                                      | 2011年4月 -                                    | - 毎日4:00でフィラーを飛び降り、それ以降は、同局の放送休止明け時刻まで点検や小規模工事に充てられる（4:00以降は緊急時のみ、当初予定されていた放送休止明けとされる時刻まで放送継続）。 |                      |                      |
| くまもと県民テレビ                                 | - （平日）放送終了 - 4:00 - （土曜）放送終了 - 4:28 - （日曜）放送終了 - 4:08 （原則として毎月第一日曜日のみ4:03で終了）                      | 2000年秋 -                                     | - 原則として毎月第一日曜は『あなたとKKT』（自己批評番組）を放送するため、4:03で終了する。 |                      |                      |
| テレビ大分                                         | - （平日）放送終了 - 4:10（or 4:40） - （土曜）放送終了 - 4:14 - （日曜）放送終了 - 4:30                                                      | 2022年8月3日 -                                 | |                      |                      |
| テレビ宮崎                                         | - 放送なし | -                                              | - 報道特別番組のみ放送（日本テレビのネット受け時間帯に限る）。 |                      |                      |
| 鹿児島讀賣テレビ                                   | - （平日）放送終了 - 3:57 - （土曜）放送終了 - 4:12 - （日曜）放送終了 - 3:57                                                                 | 2007年12月29日 - 2013年8月31日 2013年10月1日 - | - 番組表では『NEWS24』と記載されている。放送開始当初は、番組表に掲載されていなかった時期もある。 |                      |                      |
| BSデジタル放送                                     | |                                                | |                      |                      |
| BS日テレ                                           | - フィラーとしての放送はなし - （平日）4:00 - 4:30 - （土曜・日曜）3:30 - 4:00                                                                | 2000年12月1日                                  | - いずれも定時番組扱い - 不定期にメンテナンスのため休止する日がある（月曜に休止とならず、他曜に休止の週もある） - 2019年9月までは平日 5:00 - 5:30にも放送されていたが、定時の音楽番組編成などのため同年10月から5時台の放送が廃止された。 - 2020年3月30日より18:00から標準画質142chで放送開始し、5月18日に19:00からに放送時刻変更したが、5月29日に放送を終了した。 - 2023年3月31日までは平日 3:30 - 3:55にも放送されていた（3:55 - 4:00は通販番組のため中断）。 |                      |                      |

過去のネット局
- BSスカパー!（「スカパー!」加入者のみ視聴可能な有料CS放送） - この放送枠は「スカパー!」契約の有無に関係なく例外的にCS放送が視聴できる世帯では無料で視聴出来た。
- NOTTV（携帯端末向けマルチメディア放送 - 2016年6月30日の閉局を持ってネット打ち切り。この間もプロ野球シーズンイン期間に視聴できない期間（1回につき約半年）が断続的にあった。

### 備考
- 各局共通
  - 2011年3月11日に東北地方太平洋沖地震（東日本大震災）が発生した折には、同年3月14日 - 5月13日の間、未明・早朝のフィラー枠を拡大したり、臨時にネットしたりする局があった。震災発生直後の週は被災地の地上波系列局の一部でゴールデンタイムの一部時間帯に日本テレビのネット番組を返上し、臨時でフィラー放送を行った日がある。
- 札幌テレビ
  - 道内全域での放送開始は、2004年8月からである。これは、札幌本社直轄地区（札幌市、千歳市、岩見沢市、小樽市など）以外での放送にかつて使用されていたNTT中継回線（アナログマイクロ波）の使用料が高額だったためである[注釈 39]。ただし、災害・地震・台風などの緊急時や年末年始は道内全域で放送された[注釈 40]。
  - 道内全域での放送開始当初は、コスト削減のためフィラー中のみ北海道総合通信網所有の中継回線（専用線デジタル伝送方式）を使用して札幌から各放送局へ送る体制を採っていた。このため、札幌本社直轄以外の地域では中継回線の切り替えの際に一瞬ノイズが発生する場合があった。この体制は2007年の中継回線完全デジタル化まで続けられた。
  - 衛星回線を使用しているため、放送局周辺の天候が著しく悪化すると「天候が回復するまでお待ちください」といった旨のテロップが出され、放送が中断する場合もある。
  - かつてのアナログ放送では、上下のティッカー表示の部分にアナログ放送終了告知が被されていた。
- 青森放送
  - フィラーパートは衛星回線を使用しているため、札幌テレビと同様に、放送局周辺の天候が著しく悪化すると「電波の状態が悪く、番組が中断しております。（改行）しばらくお待ち下さい」というテロップのあるカラーバーが表示され、放送が中断する場合もある（ワンセグではカラーバーのみ。2012年2月21日未明に該当）。
  - 2011年7月20日までの水曜は、アナログ放送のみ緊急警報放送（デジタル放送は番宣を放送）の試験放送を行うため、4:41で終了していた。
- テレビ岩手
  - 東日本大震災の発生直後は、一時的に『Oha!4』を定時番組扱いで臨時にフルネットしていた（自社制作の報道特番に差し替えた日もあった）。
  - また、同年4月までは早朝の通販番組が埋まらなかったため、フィラーの終了時刻を繰り下げていた。特に2部制移行後の『Oha!4』も、月曜のみ全編を定時番組扱いでフルネットすることもあった。
- ミヤギテレビ
  - （2011年5月16日以降 - 同年6月末）月曜の数回に亘りフィラー・『Oha!4』全編共々休止とした。
  - （2011年8月16日 - 10月9日）深夜のメンテナンスを長時間行う関係で、放送時間が大幅に縮小され、日曜（=土曜深夜）以外のフィラーパートを休止した。なお、『Oha!4』は4:40からの飛び乗り（定時番組扱い）となった。
- 福島中央テレビ
  - 2011年3月11日以前は、2部制移行前の『Oha!4』を4:58から定時番組として放送していた。2部制移行前の『Oha!4』開始直後の一時期は5:00から定時番組として放送していた。
  - 東日本大震災の特別報道体制により、2011年3月14日 - 31日は2部制移行前の『Oha!4』の定時放送を、同年4月1日 - 5月13日はフィラーをそれぞれ4:00からに前倒ししていた。よって、この2か月間の『Oha!4』を臨時に全編フルネットで放送した。
  - 2011年5月16日 - 2013年4月26日は平日のフィラーを4:58開始としていた。
- 山梨放送
  - 2013年6月16日 - 7月21日の間、放送設備大規模修繕工事のため日 - 金曜日の放送を、『Oha!4』1部を含めて休止した。
  - 2ヶ月に一度、番組審議会及び批評の番組『あなたとYBS』を放送する際は、日曜日の放送は4:30に終了する。
- テレビ信州
  - 2002年5月から、『ニュース朝いち430』（『Oha!4』の前身）をフルネットしていた（中断していた時期あり）。
  - 『Oha!4』となってからも引き続き放送していたが、2006年10月で一旦打ち切り、2007年4月から再開した（ここから2011年3月までは4:50で飛び降り）。
  - 2010年12月16日には、未明のサッカー中継の延長対応（4:00終了・最大5:15まで、実際には延長はなかった）の関係で『Oha!4』を休止[注釈 41]。代わりに、普段は見られないフィラーパートと同様の体裁のものが放送された。
  - 台風接近時には臨時に放送される。
- 静岡第一テレビ
  - （2011年11月2日 - 12月6日）連日メンテナンスにより停波していたため、フィラーを休止していた（『Oha!4』の第2部のみ定時番組として放送）。ただし、週末等は短時間のみフィラーを行う日があった。
  - （2011年12月20日 - 22日と、26日 - 28日の平日）フィラーの終了時刻が一時的に4:25（または、4:24か4:50）に変更されていた。このため、『Oha!4』は第1部の途中で飛び降りて自主編成の番組を放送した後、第2部で再度飛び乗りとしていた。
- 中京テレビ
  - 放送開始前には、NNN24時代は月夜の挿絵に「この後はNNN24をお送りします」のテロップが、日テレNEWS24に変更されて以降は同局の局舎の屋上の画面をバックに「この後はNEWS24」のテロップが表示されていた（BGMはドビュッシー「2つのアラベスク」）が、現在は放送終了後そのままフィラーに入る。
  - 2007年9月まで、月曜早朝のみ『Oha!4』を4:30に飛び乗り放送していた。
  - 2009年10月8日の放送は、放送エリアの一つである愛知県内に台風が上陸して画像が乱れた為、フィラーが中断されて数分間同局が運営している中京テレビゴルフカントリークラブの映像が放映されていた。
  - 2016年7月と11月は、月曜未明にもフィラー放送を行った日がある。
  - 2016年4月から2017年9月迄の金曜日の『Oha!4』第1部と2017年10月の第1・2火曜から木曜の『Oha!4』第2部が差し替えられて自主編成を行っていた。
  - 2016年11月21日未明は、同局の本社社屋移転に伴う長時間メンテナンスの為、フィラー・『Oha!4』第1部の何れも休止して、『Oha!4』第2部のみ放送された。
- 福井放送
  - 放送開始前には、ブルーバックの静止画[注釈 42][注釈 43] を表示する。
  - 放送開始以前にも、アメリカ同時多発テロやイラク戦争の時に期間限定で放送したことがある（この時は新聞の番組表にも記載があった）。
- 広島テレビ
  - （2008年3月30日まで）平日でもフィラーパートも放送されており、フィラーパート（4:00まで）は『NEWS24』、4時以降は『Oha!4』と記載されていた。
  - （2008年3月31日 - 2010年4月4日）『Oha!4』もフィラー扱いで、途中から飛び乗る日もあった。原則として4:50で飛び降るが、稀にフルネットになることもあった。番組表には『NEWS24』と記載。
- 西日本放送
  - 2010年7月4日は、2010 FIFAワールドカップの中継が未明に放送されたため、時間調整のために短時間フィラーが放送された。
  - 2011年7月18日 - 24日、10月18日 - 23日、2012年3月20日 - 25日の各日にも、フィラーが放送された。
- くまもと県民テレビ
  - 火曜 - 金曜のフィラーパートは、2007年1月 - 2009年9月まで休止していた。また、2006年12月までは月曜も休止していた。
  - 不定期に月曜は『Oha!4』第1部共々休止となる（メンテナンスのため）。
- テレビ宮崎
  - 『Oha!4』の時間帯は、フジテレビの『めざましテレビ』をネットしている。緊急時は同番組がFNN報道特番扱いで臨時にフルネットされるため、『Oha!4』が放送されることはない。
  - 東日本大震災の発生時も、NNNの『NEWS ZERO』終了後の未明・早朝帯にFNNからのネット受けを行った。
- 鹿児島読売テレビ
  - 2013年9月は、放送設備の大規模工事で全曜日フィラーを休止していた。
- BS日テレ
  - 2000年12月の開局当初から本チャンネルとの同時放送が行われており、一時期は全放送時間帯の7割を本番組が占めていた。これは開局から数年間はオリジナル番組を制作しても、その費用によりBS民放局の資本金を上回る債務超過になる可能性が指摘されていたため、極力オリジナル番組の制作や編成を抑えて、赤字を出さない体制を優先したいBS日テレの意向があったためである[43][44]。

## ネット配信
日テレNEWS24では、さまざまな方法でニュースのネット配信を実施している。公式ホームページの「日テレNEWS NNN」や公式アプリの「日テレ無料（TADA）」において、記事、写真、動画を無料配信している（ただし、パケット代は自己負担）。
この他にも、JR東日本京浜東北線、中央線快速車内に設置されているモニターにヘッドラインニュースを配信している。
かつては、Wiiのニュースチャンネルへの記事の提供（無料）を行っていた。2013年6月28日、同サービス終了に伴い配信を終了した。

### ニュース配信
以下は日テレNEWSホームページ以外でのニュース配信先。
- 読売新聞オンライン - ライブ配信あり、動画配信なし（視聴は読売新聞オンラインの読者会員のみ可能）
- Yahoo!ニュース（Yahoo! JAPAN） - ライブ配信・動画配信ともにあり
- MSNニュース（MSN） - 動画配信あり、ライブ配信なし
- gooニュース（goo） - 動画配信あり（2019年7月から、当初は動画配信が行われなかった）、ライブ配信なし。2025年6月18日サービス終了
- ライブドアニュース（ライブドア） - ライブ配信・動画配信ともになし
- iチャネル - 2026年3月31日、サービス終了
- Hulu - ライブ配信あり 動画配信なし
- Rチャンネル - ライブ配信あり、動画配信なし
- TVer - ライブ配信あり、動画配信なし

### ポッドキャスティング
ビデオポッドキャスティングの配信を2006年4月12日にスタートさせた。配信される番組はすべて動画で、無料配信される。番組の視聴には、iTunesのダウンロードが必要。

#### 配信される番組
- 「珍品堂（モノ☆しり）」（『Oha!4 NEWS LIVE』のコーナー）
- 「まーけっとNavi」（冒頭からの一部分と「まーけっとEYE」を配信）
- 「汐留リーダーズEYE」（『まーけっとNavi』のコーナー）
- 「国会リポート」
- 「安倍首相きょうの一言」

一部を除き、ほぼ毎日最新版が放送終了後に配信される。

#### スマートフォン用アプリ
ニュースの動画視聴（一部を除く）や、24時間以内の直近ニュースが視聴できる「NEWS速報! Live+」がiOSおよびAndroid向けに無料配信されている。また、月250円の有料会員およびauスマートパス向けアプリでは、緊急会見や事件・事故の現場からのライブ配信やプッシュ受信が可能となり、広告も非表示となる。上述の通り、2017年12月11日から新しく「日テレニュース24アプリ」に変更され、プッシュ受信やライブ配信も含め完全無料化されたが、2020年2月25日をもってサービスを終了した。